# اس‌ام یو-۱۳۵

{{Infobox ship characteristics
اس‌ام یو-۱۳۵ (به انگلیسی: SM U-135) یک زیردریایی بود که طول آن ۷۰٫۶ متر (۲۳۱ فوت ۸ اینچ) Length overall بود. این زیردریایی در سال۱۹۱۷ (میلادی)|۱۹۱۷]] ساخته شد.